# Rusłan Imankułow
Rusłan Maratowicz Imankułow (ros. Руслан Маратович Иманкулов; kaz. Рұслан Иманкулов, ur. 6 lutego 1972) – kazachski piłkarz grający na pozycji napastnika, reprezentant kraju.

## Kariera piłkarska

### Kariera klubowa
Imankułow całą karierę piłkarską spędził w Szachtiorze Karaganda. W latach 1992–2005 rozegrał w nim 366 meczów ligowych, w których zdobył 98 bramek.

### Kariera reprezentacyjna
W reprezentacji Kazachstanu zadebiutował 27 grudnia 1995 roku w meczu towarzyskim przeciwko Kuwejtowi. Rozegrał 3 spotkania zdobywając 1 bramkę.
| Mecze i gole w reprezentacji | Mecze i gole w reprezentacji | Mecze i gole w reprezentacji | Mecze i gole w reprezentacji | Mecze i gole w reprezentacji | Mecze i gole w reprezentacji | Mecze i gole w reprezentacji |
| Kazachstan                   | Kazachstan                   | Kazachstan                   | Kazachstan                   | Kazachstan                   | Kazachstan                   | Kazachstan                   |
| Lp.                          | Data                         | Miasto                       | Przeciwnik                   | Gol                          | Wynik                        | Rozgrywki                    |
| ---------------------------- | ---------------------------- | ---------------------------- | ---------------------------- | ---------------------------- | ---------------------------- | ---------------------------- |
| 1.                           | 27.12.1995                   | Hawalli                      | Kuwejt                       |                              | 0:0                          | towarzyski                   |
| 2.                           | 29.12.1995                   | Dżudda                       | Arabia Saudyjska             |                              | 0:3                          | towarzyski                   |
| 3.                           | 03.01.1996                   | Bejrut                       | Liban                        | Gol                          | 1:2                          | towarzyski                   |